# A Christmas Story Live!
A Christmas Story Live! è un film TV del 2017 diretto da Scott Ellis e Alex Rudzinski con protagonisti Maya Rudolph, Andy Walken e Jane Krakowski.
È basato sul film del 1983, A Christmas Story - Una storia di Natale e sul musical A Christmas Story: The Musical.
Il film è stato trasmesso negli Stati Uniti in prima visione su Fox dal 17 dicembre 2017. Matthew Broderick è il narratore.

## Trama
Raphie ricorda il Natale di quando aveva nove anni, in cui voleva un Red Ryder BB, nonostante gli avvertimenti di sua madre, della sua insegnante e persino di Babbo Natale chi gli disse che gli avrebbe sparato a un occhio.

## Personaggi e interpreti

### La famiglia Parker
- Ralphie Parker, interpretato da Andy Walker[10]
  - Ralphie da adulto/Narratore, Matthew Broderick[7][8]
- Madre, interpretata da Maya Rudolph
- Il vecchio Parker, interpretato da Chris Diamantopoulos
- Randy Parker, interpretato da Tyler Wladis

### Personaggi della scuola
- Miss Shields, interpretata da Jane Krakowski
- Schwartz, interpretato da Sammy Ramirez
- Flick, interpretato da JJ Batteast
- Scut Farkus, interpretato da Sacha Carlson
- Grover Dill, interpretato da Elie Samouhi[11]
- Louise, interpretata da Abigail Dylan Harrison
- Richie, interpretato da Artyon Celestine
- Esther Jane, interpretata da Hayley Shukiar

### Altri
- Mrs. Schwartz, interpretata da Ana Gasteyer
- Tree Salesman/Proprietario del ristorante, interpretato da Ken Jeong
- Babbo Natale, interpretato da David Alan Grier
- Elfo, interpretato da Fred Armisen[12]

## Canzoni

### Apertura
- Count on Christmas - Bebe Rexha

### Atto I
- It All Comes Down to Christmas - I Parker
- Red Ryder Carbine Action BB Gun - Ralphie e Jean
- The Genius on Cleveland Street - Il vecchio Parker e Madre
- When You're a Wimp - Bambini
- Ralphie to the Rescue - I Parker e Miss Shields
- What a Mother Does - Madre
- A Major Award - Il vecchio Parker, Madre e i vicini
- Parker Family Singalong - I Parker
- In the Market for a Miracle - Mrs. Schwartz, Ralphie e Schwartz

### Atto II
- Sticky Situation - Bambini
- You'll Shoot Your Eye Out - Miss Shields e i bambini
- When You're a Wimp (reprise) - Bambini
- Just Like That - Madre
- At Higbee's - Elfi
- Up on Santa's Lap - Babbo Natale, Elfi, Ralphie, Randy e i bambini
- Before the Old Man Comes Home - Ralphie e Randy
- Somewhere Hovering Over Indiana - Ralphie, Randy e i bambini
- Ralphie to the Rescue (reprise) - Ralphie
- A Christmas Story - Tutto il cast

## Produzione

### Sviluppo
Il film si basa su A Christmas Story: The Musical a sua volta basato sul film del 1983, A Christmas Story - Una storia di Natale. Marc Platt ha ripreso il ruolo di co-produttore esecutivo, ruolo che aveva anche in Grease: Live, affiancato da Adam Siegel, dal regista televisivo Alex Rudzinski e dal regista teatrale Scott Ellis. Ellis ha osservato che l'enfasi sul "sentimento di famiglia" era un aspetto importante della produzione, dal momento che "non è solo roba da abbagliare e grandi numeri musicali. La nostra sfida è non perdere mai di vista l'aspetto familiare". Il duo Pasek & Paul, che ha scritto le canzoni di A Christmas Story: The Musical, ha scritto due nuovi brani per la produzione, tra cui "In the Market for a Miracle", per il personaggio di Mrs. Schwartz e la canzone di apertura "Count on Christmas", di Bebe Rexha.
Pasek ha osservato che la squadra ha dovuto cercare di mantenere un equilibrio tra la preservazione degli aspetti familiari e iconici del film, espandendola nel contempo attraverso il suo formato musicale. Ha spiegato che "ci sono alcuni momenti in cui vogliamo rimanere fedeli a ciò che la gente ricorda e poi ci sono altri momenti in cui abbiamo il permesso di fare ciò che solo il teatro musicale può fare e trasformare la fantasia del papà in un numero di tip tap". Platt ha osservato che quando si lavora a un progetto come questo, "ti prepari per l'ignoto, è ciò che rende eccitante la diretta TV. Ci sono cose che accadono che non puoi anticipare".
A differenza degli anni precedenti, la NBC non ha trasmesso un musical dal vivo per le festività natalizie. La trasmissione ha gareggiato contro la presentazione annuale della ABC del film Tutti insieme appassionatamente, così come il Sunday Night Football della NBC tra i Dallas Cowboys e Oakland Raiders.
Durante lo speciale, Fox ha anche trasmesso uno spot dal vivo di 2 minuti e mezzo di The Greatest Showman, film musicale che includeva anche canzoni scritte da Pasek e Paul. Lo spot, diretto da Michael Gracey e Beth McCarthy-Miller, è stato caratterizzato da una performance con Hugh Jackman, Zac Efron, Keala Settle e Zendaya. La presentazione è stata annunciata come il primo spot dal vivo per un film.

### Riprese
Il film è stato girato nel Warner Bros. Studios a Burbank in California.

## Accoglienza

### Ascolti
Il film è stato visto da 4.52 milioni di telespettatori, molto meno rispetto a Grease: Live del 2016 visto da 12 milioni di telespettatori.

### Critica
Il film è stato accolto da recensioni sia positive che negative. Le tre ore della durata dello spettacolo e i numeri musicali hanno suscitato le reazioni più negative, dato che la Fox non promuoveva il programma come un musical, e i sontuosi numeri musicali di Broadway erano percepiti come in conflitto con l'ambientazione del Midwest. La maggior parte delle esibizioni dei singoli attori è stata accolta positivamente.
Sull'aggregatore di recensioni Rotten Tomatoes ha un indice di gradimento del 46% con un voto medio di 5.7 su 10, basato su 13 recensioni, mentre il punteggio del pubblico arriva al 12% con un voto medio di 1.5 su 5. Su Metacritic, invece, ha un punteggio di 61 su 100, basato su 11 recensioni che indica "giudizi generalmente favorevoli".
David Rooney dell'Hollywood Reporter da una recensione positiva, scrivendo "Molti saranno in discussione sulla scelta di un musical che non è molto conosciuto, ma nel complesso, questo è stato ben fatto".
Kelly Lawler di USA Today, invece, da una recensione negativa, scrivendo "Le canzoni aggiunte erano troppo zuccherose per la storia irriverente, e come un intero pacchetto, si sentiva tonalmente dissonante e un po' noioso. La produzione ha cercato di sorvolare su alcuni degli aspetti più datati della narrativa, ambientata negli anni '40, con risultati scomodi".